# Синя парасолька
Синя парасолька  (англ. The Blue Umbrella) –  короткометражний комп'ютерний анімаційний фільм компанії Pixar, який вийшов разом з «Університетом монстрів».  Створена режисером Сашкою Анселдом. Короткометражка мала на меті показати нові можливості й методи відтворення фотореалістичного освітлення, тіней і композитингу. 

## Сюжет
Як тільки починається дощ, міські вулиці оживають: дорожні знаки, вуличні ліхтарі, навіси, водостічні труби, поштові скриньки несподівано проявляють емоції, насолоджуючись погодою. Люди, що простують вулицями, розгортають свої чорні парасолі. Серед цієї маси виділяються синя і червона парасольки, які закохуються одна в одну. Коли їхні власники розходяться врізнобіч, синя парасоля намагається скрізь зливу, вітер і різні перешкоди дістатись до коханої. У цьому йому допомагають усі вуличні предмети.

## Створення фільму
За словами Анселда, на створення короткометражки його надихнула знайдена ним у Сан-Франциско парасолька. Він зі своїми колегами зробив фотографії різних предметів, знайдених на вулицях Нью-Йорка, Сан-Франциско, Чикаго та Парижу.
Анселд описав фільм як «зізнання в любові дощу».
У картині використовують парейдольний ефект, щоб у неживих предметах побачити обличчя живих істот. 

## Прем'єра
Фільм був представлений 12 лютого 2013 року на 63-му Берлінському міжнародному кінофестивалі. Прем'єра для широкої публіки відбулася разом з «Університетом монстрів».